# Tiswadi
Tiswadi, también conocida como "islas de Goa", es un Taluka del norte de Goa, en el estado de Goa, parte de la India. La palabra Tiswadi significa "treinta asentamientos", en referencia a los asentamientos hechos por Goud Brâmane Saraswat en su migración hacia Goa. Se trata de una isla cuya frontera norte la constituye el río Mandovi. Forma una unidad con las islas de Chorão y Divar. La capital de Goa, Panaji, se encuentra en la isla. Y ahí está el pueblo de Old Goa (Goa Velha) y la Basílica del Buen Jesús (Basílica do Bom Jesus).